# Dámaso Berenguer
Dámaso Berenguer Fusté (Remedios, 4 de agosto de 1873-Madrid, 19 de mayo de 1953), i conde de Xauen, fue un militar y político español, fundador de las Fuerzas Regulares Indígenas y presidente del Consejo de Ministros durante la llamada «Dictablanda» (1930-1931).

## Biografía

### Primeros años
Nació en San Juan de los Remedios (Cuba) el 4 de agosto de 1873. Hijo de Dámaso Berenguer Benimeli, natural de Callosa de Ensarriá (Alicante) y de Dolores Fusté Ballesteros, de La Habana, en 1889 se trasladó a la península ibérica para ingresar en la Academia General Militar. Tras terminar sus estudios en la Academia de Caballería, en 1893 fue promovido al empleo de segundo teniente. En 1894 volvió a su tierra natal para participar en la campaña contra los independentistas cubanos y, desde ese momento, su vida estuvo envuelta en combates militares. Fue ascendido a primer teniente en julio de 1895 y a capitán en febrero de 1896, a los veintidós años, debido a su valentía en combate. Ascendido a comandante en agosto de 1898. Se casó en febrero de 1899 con Ana Elizalde. Tras el final de la guerra de Cuba, fue ayudante de campo del capitán general de Andalucía y estuvo destinado en los regimientos de Almansa y de la Reina. En 1906 pasó a ser profesor en la Escuela de Equitación y participó en la redacción de un reglamento de instrucción táctica, en el seno de la Comisión de Táctica. Fue ascendido a teniente coronel en junio de 1909.

### Éxitos y fracasos
En 1911 se le encomendó la dirección de las Fuerzas Regulares Indígenas de Melilla, creadas el 30 de junio de dicho año. En su puesto en el Marruecos español intervino militarmente en numerosas ocasiones: en Monte Arruit, en Taurit Narrich, en Beni Sidel, etcétera. En todos los combates demostró pericia y habilidad, por lo que le fue concedido el grado de coronel (febrero 1912), obteniendo además numerosas condecoraciones honoríficas, tales como las cruces de María Cristina y San Hermenegildo. Después de haber sido ascendido a general de brigada "por méritos y servicios en campaña" (20 de junio de 1913) y contando con gran prestigio en el ámbito castrense, se le nombró Gobernador Militar de Málaga (febrero de 1916) y, dos años más tarde, fue ascendido a general de división y se le encomendó primero la Subsecretaría de Guerra (julio 1918) e inmediatamente después el Ministerio de la Guerra, en los dos sucesivos gobiernos presididos por García Prieto y el conde de Romanones (noviembre 1918-enero 1919).
A finales de enero de 1919, fue nombrado alto comisario de España en Marruecos, y desde ese puesto diseñó un ambicioso plan tendente a la pacificación definitiva (léase sometimiento) del territorio del protectorado. Obtuvo algunos éxitos iniciales, como la toma de Xauen en octubre de 1920, por el cual el rey Alfonso XIII le concedería en 1929 el título de conde de Xauen. Fue nombrado senador vitalicio el tres de enero de 1921.

Mapa de 1920 de la "zona española en Marruecos", con imágenes de González Tablas, Berenguer y Silvestre.

Sin embargo, toda la operación comandada por Berenguer se vino abajo con el desastre de Annual (1921). La actuación mal planificada y en cierto modo temeraria del ejército (tropas insuficientes; armas anticuadas y en mal estado; desconocimiento de la fortaleza del enemigo) produjo la derrota a manos de las harkas rifeñas, dirigidas por Abd el-Krim. Procesado y separado del servicio por sus responsabilidades, fue amnistiado y rehabilitado tras el golpe de Estado de Primo de Rivera de septiembre de 1923. En concreto, durante el Directorio Militar de la dictadura de Primo de Rivera, fue amnistiado por decreto de los delitos de negligencia y poco después también sería ascendido a teniente general. Sería además nombrado jefe de la Casa Militar del Rey (1924).

### La caída de la monarquía
En enero de 1930, Primo de Rivera dimite al retirársele el apoyo del ejército y el rey encarga a Berenguer la formación de gobierno y la normalización de la situación política alterada por seis años de dictadura. El 30 de enero se forma el nuevo gobierno en el que, además de la presidencia, asume también la cartera de Guerra. Las esperanzas puestas en este gobierno, para la vuelta a la normalidad constitucional, que popularmente sería conocido como la «dictablanda», se desmoronan en los partidarios de la república e incluso en los grupos monárquicos que fueron marginados por la dictadura. Estos pretenden una amplia revisión de la legislación emanada de la misma así como la restitución en sus cargos de diputados, concejales y catedráticos cesados por ella.
Con objeto de tranquilizar los ánimos, Berenguer afirma que el nuevo gobierno quiere la pacificación del país y la vuelta a la normalidad constitucional, prometiendo, entre otras cosas, la convocatoria de elecciones generales, a lo que se oponen los partidos tradicionales, desarbolados tras el paréntesis dictatorial. El movimiento obrero liberado después de años de represión incrementa sus protestas y se produce un incremento de los desórdenes públicos. Los partidos republicanos se unen para provocar la caída de la monarquía y firman en agosto de 1930 el conocido como Pacto de San Sebastián y en diciembre del mismo año un levantamiento militar intenta establecer la República en Jaca, siendo fusilados sus dirigentes, los capitanes Galán y García Hernández, tras fracasar la intentona.
A la vista de tantas dificultades, Berenguer convoca elecciones generales para el mes de marzo de 1931, pero los representantes políticos contestaron que jamás participarían en esos comicios, pidiendo la abstención. Ni siquiera los monárquicos como el conde de Romanones hicieron caso de esta propuesta: la gran mayoría sólo quería que Berenguer y Alfonso XIII abandonaran sus puestos. Así, Berenguer y su gobierno dimiten en bloque el 14 de febrero de 1931, lo que provoca que Alfonso XIII busque desesperadamente un sustituto, recibiendo las negativas de sus amigos incondicionales —el duque de Maura, el conde de Romanones y del marqués de Alhucemas—, los cuales le aconsejaron otros hombres que consideraban más apropiados. Así, el primer consultado fue José Sánchez Guerra, que, en principio, se negó. Luego lo intentó con Melquíades Álvarez, que también se negó. No obstante, Alfonso XIII tuvo mejor suerte en el siguiente intento con Sánchez Guerra, tras aceptar su petición de integrar a republicanos y socialistas moderados, pero éstos se negaron a establecer cualquier tipo de pacto con la monarquía, y tras ese rechazo, el líder conservador declinó definitivamente la oferta real. Por tanto, finalmente, tras una reunión de urgencia en el Ministerio de la Guerra, Berenguer fue sustituido del cargo de presidente del gobierno por el almirante Aznar, que presidió un gobierno de concentración monárquica, en el cual el propio Berenguer seguía ejerciendo como ministro de la Guerra.
El nuevo gobierno estableció una senda gradual para establecer la vuelta de la «normalidad constitucional» en España: el 12 de abril se celebrarían elecciones municipales, el 3 de mayo serían las elecciones provinciales y en el mes de junio se celebrarían las elecciones generales a unas Cortes Constituyentes para redactar una nueva Constitución que sustituyese a la Constitución de 1876.
No obstante, la monarquía no resistió siquiera la primera prueba electoral y cayó ante la victoria republicana en las principales ciudades españolas. Se ha dicho que fue así porque en ellas no se podía dar el caciquismo electoral que controlaba las zonas rurales. Es sabido que las elecciones municipales de 1931 condujeron a la proclamación de la Segunda República Española el 14 de abril de 1931, pero en ello desempeñó un papel más importante la maniobra política de Miguel Maura, tal como él mismo lo relata en sus memorias (Así cayó Alfonso XIII, 1962). Según dicho autor, los miembros de lo que horas después sería el gobierno provisional del nuevo régimen, descartaban su ascenso al poder en breve y pensaban en las elecciones generales que debían celebrarse meses después o en unas Cortes Constituyentes que saldrían de aquellas. El relato de Josep Plà (Madrid. El advenimiento de la República, 1933) coincide con esa versión.

### Últimos años
Tras la instauración de la República, Berenguer fue encarcelado por las autoridades republicanas por su papel durante la Dictadura. Se da la circunstancia de que Berenguer se presentó en Madrid ante el director general de Seguridad, Carlos Blanco Pérez, que se negó a firmar su orden de entrada en la cárcel; fue el fiscal de la República, Ángel Galarza, quien finalmente firmara su ingreso en prisión. Fue el último preso recluido en el Alcázar de Segovia. Fue procesado ante el Tribunal Supremo en 1932, siendo posteriormente amnistiado durante el bienio radical-cedista en 1934. Desde entonces permaneció apartado de la vida pública y su participación en el golpe de Estado militar de julio de 1936 no fue relevante. Publicó un libro de memorias titulado De la Dictadura a la República (1946) y murió en Madrid a consecuencia de una trombosis en 1953.

## Obras
- La guerra de Marruecos. Madrid. Libr. Fernando Fe. 1918.
- Campañas en el Rif y Yebala. Notas y Documentos. Años 1921-22 Madrid. Sucesores de Regino Velasco. 1923.
- Campañas en el Rif y Yebala (2 vols) Madrid. Ed. Arés. 1948.
- De la Dictadura a la República. Madrid. Ed. Plus Ultra. 1946 (Reeditada: Tebas, 1975 ISBN 84-7273-063-8)